# 서울국제실험영화페스티벌
서울국제실험영화페스티벌(EXiS, Experimental Film and Video Festival in Seoul)은 대한민국의 영화제이다.
2004년 국내영화제인 서울실험영화페스티벌(SEFF, Seoul Experimental Film Festival)으로 시작해 2005년부터는 국제영화제로 출범하였다. 2004년에는 런던영화작가조합(London Filmmaker's Co-op)의 순회상영프로그램을 국내에 처음으로 선보였으며, 당시 필름 큐레이터인 마크 웨버Mark Webber와 영국의 대표적인 실험영화작가이자 런던영화작가조합의 초기 멤버였던 말콤 르 그라이스Malcolm Le Grice가 방한하였다. 2004년부터 2009년까지 이 영화제는 2002년 11월 1일 창립된 다이애고날 필름 아카이브Diagonal Film Archive를 모체로 하였다. 다이애고날 필름 아카이브는 영화제를 시작하기 전 실험영화 관련 다양한 자료를 수집하고, 당시 광화문에 있던 영상미디어센터에서 정기적으로 상영회를 개최하였다. 2010년부터는 사단법인 무빙 이미지 포럼을 창설하여 현재에 이르고 있다. 영화제 설립이전 다이애고날 필름 아카이비에서 정기상영회를 함께 기획하던 동인은 영화진흥위원회의 출판지원사업을 받아 미국의 대표적인 실험영화 연구서인 P. 아담스 시트니의 <시각영화 Visionary Film>를 번역해 2005년 4월 출간했다. 당시 번역은 박동현, 손광주, 허기정, 김계중이 각 챕터를 나누어 번역을 진행하였다. 서울국제실험영화페스티벌은 2004년 시작부터 "스페이스셀 Spacecell"과 함께 실험영화워크숍을 통해 제작된 작품을 상영해오고 있으며, 현재까지 필름을 사용한 제작워크숍을 진행하고 있다. 스페이스셀은 초기에 문화공간의 성격에서 현재는 예술가들이 운영하는 필름 랩(Artist-run film lab) 보관됨 2018-01-06 - 웨이백 머신으로 그 성격을 변화시켰다. 서울국제실험영화페스티벌이 영화제로서 갖는 한국적 특수성은 기존의 영화제가 상영이전의 제작과 그 환경 그리고 상영이후의 배급과 아카이빙에 대한 고민을 표면적으로 드러내지 않았다면, 스페이스셀과 연계하여 진행한 다양한 제작 워크숍과 해외 예술가들이 운영하는 필름 랩과의 다양한 교류 프로그램을 통해서 제작 공동체의 지원과 이를 통한 한국적 의미의 실험영화를 정립하려는 노력을 했다는데 있다.

## 역사
- 2004년 서울실험영화페스티벌 (SEFF)
  - 관공서 후원 : 영화진흥위원회
  - 대한민국 최초 실험영화 축제 개최로 국내 실험영화제로서 가능성 및 발판 마련

- 2005년 서울국제실험영화페스티벌 (EXiS2005)
  - 관공서 후원 : 영화진흥위원회, 서울문화재단
  - "영화?영화!"라는 슬로건으로 서울국제실험영화페스티벌(EXiS)로 새롭게 출발, 그 영역을 국제적으로 확대

- 2006년 서울국제실험영화페스티벌 (EXiS2006)
  - 관공서 후원 : 문화관광부, 서울문화재단
  - "미시(微視); 마이크로한 시각Micro Vision, 매크로한 이미지Macro Image"라는 화두를 통해 실험영화의 기반을 다지는 자리를 마련

- 2007년 서울국제실험영화페스티벌 (EXiS2007)
  - 관공서 후원 : 문화관광부, 서울문화재단
  - "시점확장"이란 슬로건으로 관객에게 더욱 친밀하게 다가가는 실험영화를 모색

- 2008 서울국제실험영화페스티벌 (EXiS2008)
  - 관공서 후원 : 문화체육관광부, 서울시
  - "유희(遊戱)"라는 슬로건으로 창작의 원초적 즐거움과 관람을 통한 지적 즐거움을 강조, 작가와 관객 모두가 함께 어우러지는 축제로서 기능을 확대

## 서울국제실험영화페스티벌의 목적
- 국내 실험영화의 저변 확대 및 창작 활성화에 기여한다.
- 국내외 실험영화 작가들의 교류와 축제의 장을 마련한다.
- 새로운 시각 경험을 통한 한국영화 특유의 독자적 영화 언어 개발에 기여한다.
- 영화 애호 관객에게 새로운 문화 체험 기회를 제공한다.
- 아카이브의 정기상영회와 연계하여 작가와 관객의 커뮤니티를 형성한다.

## 프로그램
- EX-Retro : 회고전 부문

해외의 인지도가 높은 작가 그룹 혹은 그 해의 흐름을 섹션별로 기획하여 상영한다. 2005년과 2006년에는 EX-WAS라는 섹션명을 가지고 있었으나 2007년부터 EX-Retro라는 명칭을 사용하기 시작했다. 2005년에는 미국의 구조영화작가 홀리스 프램튼 회고전과 일본실험영화의 50년동안 주요 흐름을 살펴보았다. 2006년에는 비디오 아트 작가 백남준과 미국 서부 실험영화 감독 브루스 베일리의 회고전이 마련되었다. 2007년에는 리튼 피어스와 프랑스 작가 페트릭 보카노프스키를 초청하여 작품 상영 및 강연회를 진행하였고, 2008년에는 에비게일 차일드를 초청, 작품 상영 및 강연회와 헬렌 힐 추모전을 준비하였다.
- EX-Now : 국제 경쟁 부문

세계 각국의 작가들이 출품한 응모작을 심사를 거쳐 경쟁을 벌이는 부분이다. 2005년에 국제영화제로 첫 출발하면서 세계 35개국 400여 편의 작품 응모가 있었으며, 2006년에는 전 세계 36개국에서 450여 편의 영화를 응모해, 이 중 EX-Now섹션에서 24개국 92편의 영화를 선정하여 상영하였다. 2007년에도 42개국 691편의 작품이 응모하여 각 부문별로 총 117개의 작품이 선정되었고, 2008년에는 49개국 846편이 응모하여 49개국 198작품이 상영되었다.
- EX-Choice : 국제 기획 부문

경쟁 부문과는 달리 좀 더 자유스러운 경향성을 가지고 실험영화의 틀을 여러 면에서 비춰줄 수 있는 작품들과 경쟁 부문 출품을 선택하지 않은 작가들의 작품들로 채워지는 섹션이다. 2007년에 그 비중을 더하면서 변화하는 실험영화의 현재적 경향을 이해하기 위해 마련된 장으로, 2008년에는 <카니발>을 주제로 선정된 작품들과 존 케이지와 그의 영향을 살펴보는 존 케이지 스페션 섹션이 상영되었다.
- Indi-Visual : 인디 비주얼

인디 비주얼 섹션은 그 당시 왕성하게 활동하고 있는 각국의 작가를 발굴 선정하여, 그 작가들의 작품들을 집중 조명하고 이를 통한 작가연대 및 담론을 만들어가는 프로그램이다. 2008년에는 미국 독립영화 작가 제이 로젠블라트(Jay Rosenblatt)와 미국 여성 실험영화작가 진 리오타(Jeanne Liotta)가 영화제를 찾았고, 고창수 작가의 작품들이 소개되었다.
- EX-Live

2008년에 신설된 EX-Live는 극장 상영 형태를 넘어서서 멀티미디어의 영역으로 확장되는 실험영화의 영역을 살펴보는 섹션이다. 2008년에는 무성으로 제작된 영상을 상영하면서 사운드 트랙을 대신하는 실험음악 작가들의 공연과 작곡가 존 케이지의 영향을 받은 실험음악가와 실험영화작가의 협연이 있었다.
- Lab Program

대한민국 유일의 핸드메이드 필름 랩인 스페이스 셀의 작품을 소개하는 형태로 시작되었던 Lab Program은, 2008년 캐나다의 Niagara Custom Lab, Double Negative Collective, Loop Collective가 참여하는 형태로 확장되었다. 상대적으로 대한민국보다 긴 역사를 가지고 있는 해외 랩들의 작업을 보고 교류를 통해 전 세계 랩의 발전을 바라는 섹션이면서, 관객들에게는 다양한 필름 메이킹 방식을 만나볼 수 있는 섹션이기도 하다.
- Asia Forum

- EX-In

EXiS의 구성원의 작품들을 상영하는 섹션이며, 이 프로그램은 무료로 상영된다.

## 시상 내역
- Best EXiS Award : EX-Now의 상영작 중 가장 완성도가 높은 작품에 주어지며, 상금은 500만원이다.
- EXiS Award : EX-Now의 상영작 중 두 번째로 완성도가 높은 작품에 주어지며, 상금은 300만원이다.
- Korean EXiS Award : 한국인이 만든 작품 중 가장 완성도가 높은 작품에 주어지며, 상금은 100만원이다.
- Fujifilm Award : 한국인이 만든 작품에 주어지며, 부상은 200만원 상당의 필름이다.
- Avid Award : 비디오 작품을 대상으로 주어지며, 부상은 200만원 상당의 프로그램이다.

## 포스터

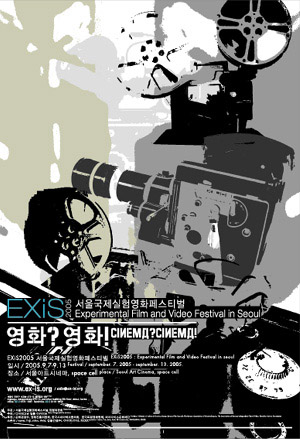
서울국제실험영화페스티벌 2005(EXiS2005) 포스터
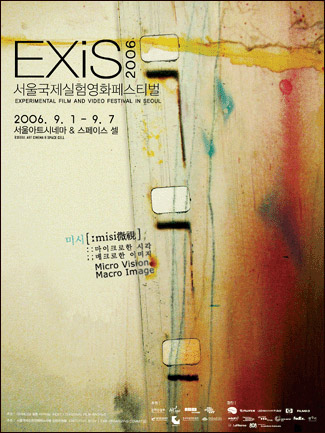
서울국제실험영화페스티벌 2006(EXiS2006) 포스터
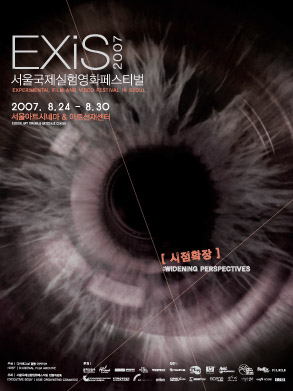
서울국제실험영화페스티벌 2007(EXiS2007) 포스터
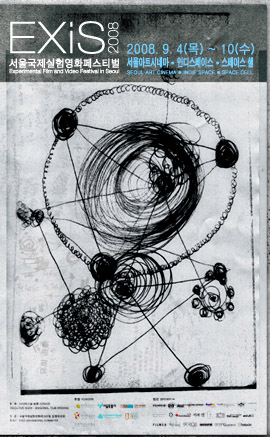
서울국제실험영화페스티벌 2008(EXiS2008) 포스터

## 같이 보기
- 실험영화
- 영화제

- 전주국제영화제
- 부산국제영화제
- 부천국제판타스틱영화제